# 说文解字注

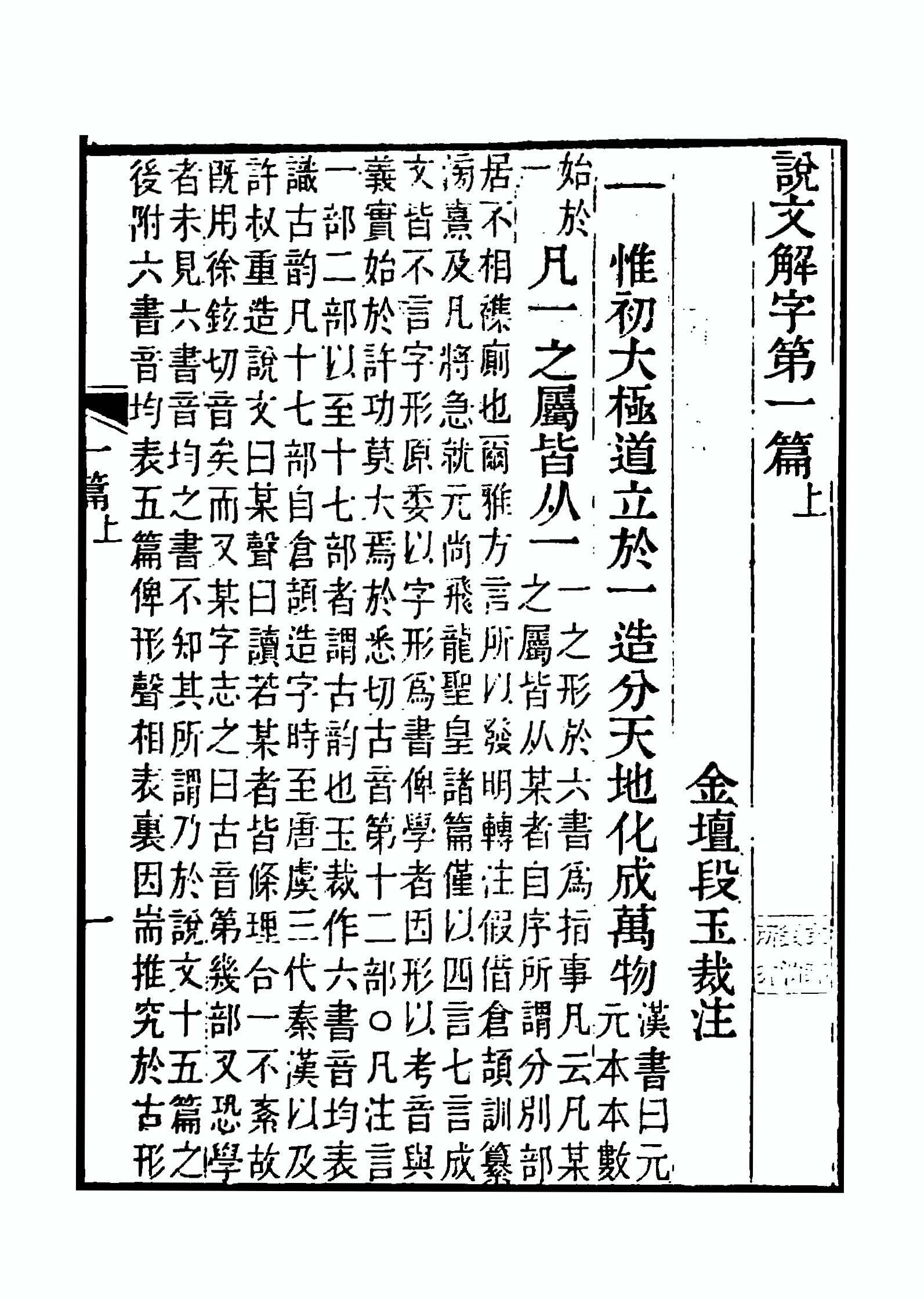
《說文解字注》的第一頁

《說文解字注》，凡30卷，清代段玉裁著。

## 概要
段玉裁是戴震的弟子，戴震最早将古韵分为九类二十五部，以為“故训音声相表里”。段玉裁在這個基礎下，分古音为十七部，根據許慎《說文解字》的體例和宋朝以前的著作中所引用的《說文解字》的詞句，對《說文解字》進行了校正，改正讹误，创通条例，至嘉慶十二年（1807年），花了30多年的時間寫下了《說文解字注》30卷，王念孫推祟說，自許慎之後「千七百年來無此作矣」。嘉慶二十年（1815年）五月《說文解字注》全書刻成。
雖是校注《說文》，但本人太過自信，勇於改篆從己，不免有些篆形或解讀上流於專斷；例如史學家唐德剛在大學時期曾指出《说文解字注》中對「縣」解釋為“縣者懸也，懸于郡也”，認為應是“縣者懸也。懸而未决或懸而未封”，而非“懸于郡者也”。

## 相關著作
- 冯桂芬《说文解字段注考正》
- 王绍兰《说文段注订补》
- 张舜徽《说文解字约注》